# Hemistola veneta
Hemistola veneta (コシロスジアオシャク?)  "polilla gigante con mancha blanca", es una especie de polillas perteneciente a la familia Geometridae, descrita por primera vez por el lepidopterólogo inglés Arthur Gardiner Butler en 1879.

## Descripción
Es una polilla color verde esmeralda brillante. Tanto los machos como las hembras presentan antenas pectinadas de color amarillo dorado, pero las hembras presentan ramas más cortas que los machos. Tanto los machos como las hembras presentan dos pares de espolones en las tibias de las patas traseras. Existe una variación considerable en tamaño, con individuos grandes que alcanzan una envergadura de 40 milímetros (1,6 plg). Presenta pequeños pelos ornamentales de color marrón rojizo al final de cada segmento en la cara dorsal del abdomen. Los palpos son de longitud moderada, tercera articulación bastante larga a diferencia de H. disjunta con la que está estrechamente emparentada. La cabeza es de color rojo arcilla brillante. El tórax, excepto las tégulas, y el abdomen son de color blanco sórdido.

### Alas
Las alas se ven cruzadas más allá de la mitad por una línea más oscura con bordes blancos y una línea marginal muy delgada de color marrón bronce. Las líneas blancas son delgadas, dispuestas de forma similar a la de la H. chrysoprasaria, la línea antemediana del ala anterior es rectilínea, la posmediana generalmente bien separada de ella. El ángulo del ala posterior es ligeramente más pronunciado, más similar al de H. zimmermanni. Pero se diferencia sobre todo por tener una línea marginal marrón oliva muy fina y flecos blanquecinos con manchas marrón rojizas. El borde exterior de las alas traseras presenta una pequeña protuberancia a nivel de M3.: Notas 1  La superficie inferior de las alas es más pálida, las líneas casi o totalmente obsoletas.

## Distribución
Se ha registrado en Japón: Tokio, Oiwake, las islas de Honshu, Kyūshū y Tsushima, la región de Shikoku y Chugoku y Corea. Común en llanuras y montañas. La polilla está en vuelo desde julio hasta septiembre. 